# Захарченко, Геннадий Викторович
Генна́дий Ви́кторович Заха́рченко (26 марта 1976, Херсон) — украинский гребец, выступал за сборную Украины по академической гребле в 2000-х годах. Чемпион Европы, многократный победитель и призёр этапов Кубка мира, регат национального значения. На соревнованиях представлял спортивный клуб «Гарт», мастер спорта международного класса.

## Биография
Геннадий Захарченко родился 26 марта 1976 года в Херсоне, Украинская ССР. Активно заниматься академической греблей начал в раннем детстве, проходил подготовку в местном спортивном клубе «Гарт», в разное время тренировался под руководством таких специалистов как Анатолий Шишканов, Олег Злобин, Владимир Опальник.
Первого серьёзного успеха добился в 1993 году, когда впервые попал в юниорскую сборную Украины и побывал на юниорском чемпионате мира в Норвегии, где закрыл десятку сильнейших в зачёте парных четырёхместных экипажей. Год спустя на мировом первенстве среди юниоров в Германии показал в той же дисциплине седьмой результат.
На взрослом международном уровне дебютировал в сезоне 2001 года — в четвёрках завоевал серебряную и золотую медали на этапах Кубка мира в Вене и Мюнхене соответственно. Кроме того, выступил на чемпионате мира в швейцарском Люцерне, расположился там на четвёртой позиции, остановившись в шаге от подиума. В 2002 году поучаствовал во всех трёх этапах мирового кубка, при этом на мировом первенстве в испанской Севилье стал в двойках двенадцатым. В следующем сезоне в парных четвёрках на одном из этапов взял бронзу, затем на чемпионате мира в Милане присоединился к распашной восьмёрке с рулевым и занял четырнадцатое место.
После некоторого перерыва в 2006 году Захарченко вновь вернулся в основной состав украинской национальной сборной и продолжил принимать участие в крупнейших международных регатах. Так, он выступил на этапе Кубка мира в польской Познани, соревновался на чемпионате мира в Итоне, где финишировал в парных двойках одиннадцатым. В 2007 году в двойках был седьмым на чемпионате Европы в Познани и девятнадцатым на чемпионате мира в Мюнхене. Наиболее успешным для него оказался сезон 2009 года, когда в четвёрках он стал восьмым на мировом первенстве в Познани, а затем завоевал золото на европейском первенстве в белорусском Бресте — вместе с такими гребцами как Владимир Павловский, Сергей Гринь и Константин Зайцев обогнал всех соперников и получил титул чемпиона континента.
Вскоре после этих соревнований Геннадий Захарченко принял решение завершить карьеру профессионального спортсмена и перешёл на тренерскую работу. За выдающиеся спортивные достижения удостоен почётного звания «Мастер спорта Украины международного класса».